# Ibaraki (Ibaraki)
Pour les articles homonymes, voir Ibaraki.
Ibaraki (茨城町, Ibaraki-machi) est un bourg du district de Higashiibaraki, dans la préfecture d'Ibaraki au Japon.

## Géographie

### Situation
Ibaraki est situé dans le centre de la préfecture d'Ibaraki, au sud de la capitale, Mito.

### Démographie
Au 1er janvier 2014, la population d'Ibaraki s'élevait à 33 321 habitants répartis sur une superficie de 121,64 km2.

### Hydrographie
Le lac Hinuma se trouve dans l'est du bourg.

## Histoire
La bourg moderne d'Ibaraki a été créé le 11 février 1955 de la fusion des villages de Nagaoka, Kawane et Kaminoai. 